# Castillo de Aixa
El castillo de Aixa está formado por los restos del antiguo castillo situado en la sierra del Castellet de Aixa, en la parte más elevada de Beniquesi, un lugar situado en el término municipal de Alcalalí (España), a 600 metros de altitud, entre la Llosa de Camatxo y Xaló que abarca todo el Vall de Pop.
El castillo está en ruinas y solo se aprecian algunos restos de sus basamentos y murallas. Su torre rectangular, de 12 por 4 metros, posee tres pequeños pozos superficiales y una fuente.
Está catalogado como Bien de Interés Cultural número 03.30.006-008 en la tipología de edificios militares, castillos.